# Arvid Nilsson (död 1583)
Arvid Nilsson, död 14 maj 1583, var en svensk fogde och häradshövding.

## Biografi
Arvid Nilsson gick 1543 med i Gustav Vasas tjänst och fick 30 april samma år kungen brev på underhåll för sig själv fjärde och fyra hästar. Han var från 1545 till 1547 fogde åt Ebba Eriksdotter (Vasa) över Alvastra kloster och Skänninge kloster. Arvid Nilsson var 1552 vikarierande slottsfogde på Vadstena slott och var från 1553 till 1563 fogde i Dals härad och Lysings härad. Han var från 1567 till 1568 slottsfogde på Vadstena slott. Arvid Nilsson avled 1583 och begravdes i Vadstena klosterkyrka.
Han var från 1545 till 1559 häradshövding i Dals härad, 1549 i Göstrings härad och från 1564 till 1583 i Vifolka härad.

### Egendom
Arvid Nilsson ägde Medhamra i Hagebyhöga socken. Han fick 5 oktober 1546 skattefrihet på gården.

### Familj
Arvid Nilsson gifte sig första gången med Maria (död 1569) och andra gången med Sigrid Svensdotter. Han fick sonen häradshövdingen Nils Arvidsson (Gyllenållon) (död 1611).